# Yamaha TDR 250
La Yamaha TDR 250 è una motocicletta prodotta dalla casa motociclistica giapponese Yamaha Motor a partire dal 1988 fino al 1993.

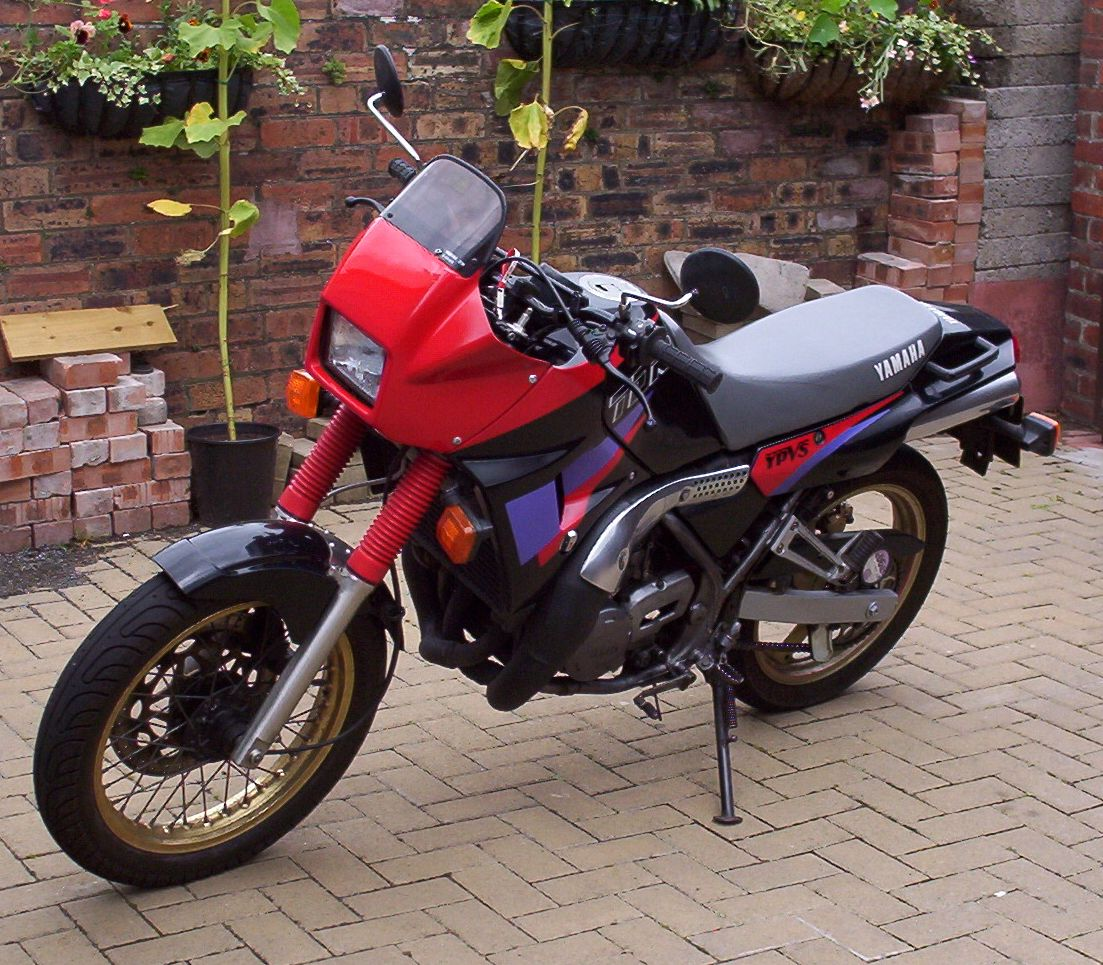
TDR 250

## Profilo e descrizione
Presentata in anteprima al Motor Show di Tokyo nel 1987, era dotata di un motore bicilindrico in linea da 249 cm³ raffreddato a liquido a 2 tempi, già impiegato sulla Yamaha TZR250 e sulla TZR250, abbinato ad un cambio a sei marce e ad una trasmissione a catena.
Questo motore presentava il sistema Yamaha Power Valve 'YPVS'', un sistema di accensione elettronica CDI e di gestione digitale dell'anticipo di scoppio della scintilla della candela. Quasi tutte le parti meccaniche come il motore, il cambio e le componenti elettriche erano in comune con le TZR e R1-Z. La moto è stata prodotta, oltre che in versione da 250 cc, anche da 240 cc esclusivamente però per il mercato francese.